# Saint-Martin-sur-Cojeul
Saint-Martin-sur-Cojeul är en kommun i departementet Pas-de-Calais i regionen Hauts-de-France i norra Frankrike. Kommunen ligger i kantonen Croisilles som tillhör arrondissementet Arras. År 2022 hade Saint-Martin-sur-Cojeul 214 invånare.

## Befolkningsutveckling
Antalet invånare i kommunen Saint-Martin-sur-Cojeul
| Referens: INSEE |